# Harlem Shake

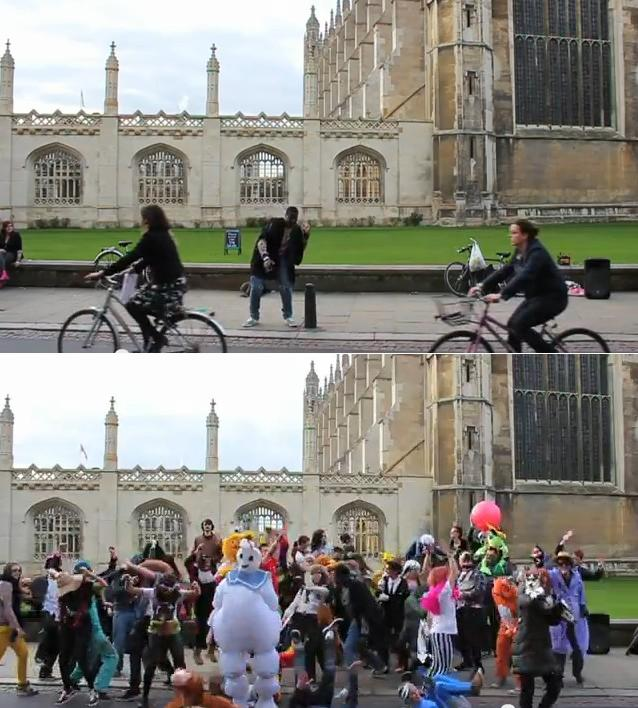
Harlem Shake in Cambridge

Harlem Shake ist ein Lied des amerikanischen DJs und Musikproduzenten Harry Rodrigues, besser bekannt als Baauer. Seit dem 22. Mai 2012 ist die Single als freier Download beim Label Mad Decent verfügbar. Der Song enthält Elemente der Musikrichtungen Hip-Hop und Trap.
Im Februar 2013 wurde ein Video, das der Internetkomiker Filthy Frank hochgeladen hatte und in dem ein Teil des Liedes zu hören ist, zum viralen Internetphänomen auf YouTube. Das Video fand mehr als 40.000 Nachahmer, welche eine Tanzszene flashmobartig in zuckenden Bewegungen und in unterschiedlichen Umgebungen nachstellten.

## Hintergrund
Der Tanzstil Harlem Shake wurde Anfang der Achtzigerjahre im New Yorker Stadtteil Harlem erfunden. Bei diesem Tanz geht es um das rhythmische Zurückreißen der Schultern und gleichzeitige Stoßbewegungen der Hüfte.
Der 2001 veröffentlichte Song der Hip-Hop-Gruppe Plastic Little „Miller Time“ enthält die Stelle „then do the Harlem shake“, die im Song Harlem Shake verwendet wird.

## Internetresonanz
Die Regeln des Tanzstils Harlem Shake haben sich mit der zunehmenden Bekanntheit des Videos weitestgehend aufgelöst. Der Ablauf in den Videos ist stets gleich und geht auf eine Videoantwort von australischen Jugendlichen auf Filthy Franks Version zurück. Meist befindet sich eine Gruppe von Menschen, seltener auch Einzelpersonen, Tiere, Gegenstände oder Animationen, in einer Alltagssituation. Mit Einsetzen der Musik beginnt eine Person mit rhythmischen Verrenkungen, während die Umgebung passiv-ignorierend verharrt. Deren Bewegungen sind häufig sexuell konnotiert. Die tanzende Person hebt sich deutlich durch Maske, Kostüm oder Ähnlichem von der Umgebung ab.
Nach exakt 15 Sekunden setzt mit der Textzeile „Do the Harlem Shake“ der Bass ein. Gleichzeitig steigen von einem Moment auf den anderen alle anderen Personen (ggf. auch neue) mit unkontrollierten Bewegungen wie Zappeln und Hüpfen in den Harlem Shake ein. Ihr Äußeres ist nun ebenfalls schrill und kontrastierend zur Umgebung. Häufig tragen die Akteure Ganzkörperkostüme, Arbeitskleidung oder nur wenig Kleidung. Der Übergang ist wegen des Videoschnitts hart, seltener auch fließend. Nach weiteren 15 Sekunden ist das Video zu Ende.
Durch die schlagartige Verbreitung des Videos wurden Parallelen zu dem südkoreanischen Song Gangnam Style gesehen. In diesem wurde ebenfalls ein neuartiger Tanzstil, der Reiterstil, gezeigt und tausendfach nachgeahmt. US-amerikanischen Medien zufolge löste der Harlem Shake den Gangnam Style als beliebtesten „YouTube-Tanz“ ab.
Das Internet-Videoportal YouTube baute ein Easter Egg zu Harlem Shake in die Suchfunktion ein. Wenn ein Nutzer nach Do the Harlem Shake suchte und kurz wartete, nachdem die Suchergebnisse angezeigt wurden, ertönte die Harlem-Shake-Musik und das YouTube-Logo, das sich links neben der Suchleiste befand, fing wild an zu zappeln. Nach den bekannten 15 Sekunden fingen die Suchergebnisse, die linke Navigationsleiste und das Nutzerprofil rechts oben an, in den Tanz mit einzustimmen.

## Kommerzieller Erfolg

### Chartplatzierungen
In den niederländischen Single Top 100 kam Harlem Shake bis auf Platz 16 der Charts. In Irland kam der Titel bis auf Platz 38 der Charts.
Die US-amerikanischen Billboard-Charts beziehen seit der betreffenden Woche auch die YouTube-Aufrufe in die Wertung ein. Dadurch war es möglich, dass das Lied mit 103 Millionen Aufrufen auf Platz 1 einstieg.
| ChartsChartplatzierungen       | Höchstplatzierung | Wochen |
| ------------------------------ | ----------------- | ------ |
| Deutschland (GfK)              | 10 (8 Wo.)        | 8      |
| Österreich (Ö3)                | 9 (9 Wo.)         | 9      |
| Schweiz (IFPI)                 | 5 (10 Wo.)        | 10     |
| Vereinigte Staaten (Billboard) | 1 (20 Wo.)        | 20     |
| Vereinigtes Königreich (OCC)   | 3 (10 Wo.)        | 10     |

| ChartsJahrescharts (2013)      | Platzierung |
| ------------------------------ | ----------- |
| Vereinigte Staaten (Billboard) | 4           |
| Vereinigtes Königreich (OCC)   | 72          |

### Auszeichnungen für Musikverkäufe
| Land/Region                  | Auszeichnungen für Musikverkäufe (Land/Region, Auszeichnung, Verkäufe) | Verkäufe  |
| ---------------------------- | ---------------------------------------------------------------------- | --------- |
| Australien (ARIA)            | 2× Platin                                                              | 140.000   |
| Belgien (BRMA)               | Gold                                                                   | 15.000    |
| Neuseeland (RMNZ)            | Platin                                                                 | 15.000    |
| Vereinigte Staaten (RIAA)    | 2× Platin                                                              | 2.000.000 |
| Vereinigtes Königreich (BPI) | Silber                                                                 | 200.000   |
| Insgesamt                    | 1× Silber · 1× Gold · 5× Platin ·                                      | 2.370.000 |